# Codex Zacynthius
Il Codex Zacynthius (numerazione Gregory-Aland: Ξ o 040) è un codice del Nuovo Testamento in lingua greca, datato paleograficamente al VI secolo.
Il codice conta attualmente 89 fogli che misurano circa 36 per 29 cm ciascuno. Il testo è su una sola colonna per pagina.

## Contenuto
Luca 1,1-9.19-23.27.22.30-32.36-66.77-2,19.21.22.33-39; 3,5-8.11-20; 4,1.2.6-20.32-43; 5,17-36; 6,21-7,6.11-37.39-47; 8,4-21.25-35.43-50; 9,1-28.32.33.35.41-10,18.21-10; 11,1.2.3.4.24-30.31.32.33.

## Testo
Il testo greco è rappresentativo del tipo testuale alessandrino, ed è stato collocato nella Categoria III da Kurt Aland.

## Storia
Si tratta di un palinsesto, il testo fu cancellato nel XII o XIII secolo.
Il codice è conservato al Cambridge University Library (MS. 213) a Cambridge.